# Катрин Велкова
Катрин Велкова е българска състезателка по художествена гимнастика.

## Биография
Катрин Велкова е родена на 16 август 1991 година в град София, България. Занимава се с художествена гимнастика от 7-годишна възраст. Първият ѝ треньор е Станимира Толева, а първият клуб, за който се състезава е „Академик“. През 2011 година, след добро представяне на световното първенство в Монпелие, Франция печели квота за участие на Олимпийските игри в Лондон през 2012 година.

## Постижения
- 3 място – СП „Москва 2010“
- 1 място – СП „Монпелие 2011“
- 2 място – ЕП „Нижни Новгород 2012“
- 1 място – СК „София 2011“
- 1 място – СК „Каламата 2011“
- 1 място – СК „София 2012“
- 6 място – Олимпийски игри Лондон 2012